# Bogdan Bucur
Bogdan Bucur este un fotbalist român care a activat la Steaua București pe postul de mijlocaș defensiv în perioada 1991–1997, marcând 2 goluri în 90 de meciuri. A jucat și la rivala Dinamo București între anii 1986 - 1991.